# Pedro Menéndez de Avilés
Pedro Menéndez de Avilés (15. februar 1519 i Avilés, Asturien – 17. september 1574 i Santander, Spanien) var en spansk søfarer; grundlagde i 1565 St. Augustine på østkysten af Florida, den første spanske koloni i Nordamerika.